# Primobucconidae
Primobucconidae — викопна родина сиворакшоподібних птахів, що існувала у ранньому еоцені в Північній Америці та Європі.

## Роди
- Botauroides
- Primobucco
- Septencoracias